# Sofiane Pamart
Sofiane Pamart, né le 25 avril 1990 à Hellemmes (Nord), est un compositeur et pianiste français.
Désormais installé à Los Angeles,, il fait partie des trois artistes de musique classique les plus écoutés en streaming dans le monde en 2024. Régulièrement présent sur des scènes prestigieuses en France et à l’étranger, Sofiane Pamart est le premier pianiste de l’histoire à se produire à l'Accor Arena et à remplir cette salle à pleine capacité lors de sa toute première tournée solo,.
Connu pour ses nombreuses collaborations avec des artistes du rap français et belge, il a depuis 2019 développé sa carrière solo avec ses albums Planet, Letter, et Noche. Il a participé à la cérémonie d'ouverture des Jeux olympiques d'été de 2024 à Paris, interprétant au piano le titre Imagine de John Lennon chanté par Juliette Armanet,.
Il est également reconnu pour la précision et l’esthétique haut de gamme de son univers visuel.[réf. nécessaire] En 2018, il est désigné « Nouveau Visage du Luxe » par le Salon du Luxe de Paris. Il collabore régulièrement avec des maisons et marques prestigieuses telles que Cartier, Yves Saint Laurent, Dior Homme, Dior Beauty, Louis Vuitton, Louis Vuitton Horlogerie, Barbara Bui, C. Bechstein, Moncler, Chivas, Lacoste, Ubisoft, Polaroid, Clarins, Cadillac ou encore Mercedes-Benz.

## Biographie

### Jeunesse et études
Sofiane Pamart naît le 25 avril 1990 à Hellemmes (Nord) où il grandit avec son frère et sa sœur, dont il est l'aîné. Son père, d'une famille originaire du Nord-Pas-de-Calais, dirige alors un centre de langue française pour étrangers et sa mère est professeur de lettres. La tradition minière est présente dans sa famille paternelle depuis ses arrière-grands-pères, mineurs de fond. Son grand-père maternel est d'origine marocaine, d'une famille berbère de Taroudant,, venu en France pour y être mineur de fond lui aussi, décédé des suites d'un coup de grisou.
Sa mère l'inscrit à sept ans au Conservatoire de Lille, où il étudie le piano et la musique classique pendant seize ans. Il y obtient son diplôme de fin études et reçoit la médaille d'or du conservatoire à 23 ans en interprétant l’Alborada del gracioso de Maurice Ravel et la 4e ballade de Frédéric Chopin. Parallèlement, il est diplômé d'une Licence universitaire en Musicologie et d'une autre Licence Interprète de piano, et poursuit ses études en Master 2 Droit, Économie, Gestion à Lyon. Il termine ses études par un Master of Business Administration à l'École de management des industries créatives de Levallois-Perret.

### Débuts dans la musique
Sofiane Pamart travaille d'abord majoritairement avec des rappeurs francophones. Il enregistre notamment deux albums avec l'artiste belge Scylla, et collabore avec de nombreux artistes : Josman, SCH, Koba LaD, Vald, Maes, Laylow, Médine, Lacrim, Tiakola, Frenetik, Alpha Wann, Sneazzy, Zola, Hugo TSR, Demi Portion, Lord Esperanza, Dinos, Rim'K, Chilla ,,,,...
En 2019, Sofiane Pamart livre PLANET, son premier album solo.
À partir de 2021, il débute ses tournées solo dans de grandes salles françaises et internationales[source secondaire nécessaire], par exemple à l'Auditorium du Louvre (à Paris), au Festival de jazz de Montreux et dans plusieurs capitales et grandes villes européennes comme Berlin, Prague ou Barcelone,.
Il est le premier artiste à jouer un concert entier en live sous les aurores boréales de Laponie en collaboration avec Cercleen 2021.

### Révélation au grand public
En 2022, il effectue une tournée en France et à l'étranger (Bruxelles, Bordeaux, Nantes, Strasbourg, Lille, Rennes, Nice, Genève, Toulouse, Montpellier, Luxembourg, Nancy, Lyon, Madrid, Montréal et Paris à la Salle Pleyel et à l'Accor Arena).
Le lancement simultané de son album LETTER et de cette tournée s'accompagne d'invitations et d'interviews par d'importants médias, comme le Journal de 20 heures de Laurent Delahousse, pour 20 h 30 le dimanche, sur France 2 le 9 janvier 2022, où il s'entretient avec le journaliste et joue en direct son titre LOVE. La sortie de son album LETTER est annoncée sur le plus gros billboard de Times Square à New York, pendant une semaine.
En février 2022, il se produit avec l'orchestre philharmonique de Nice et le chœur de l'Opéra de Nice. Il y interprète ses compositions dans une version philharmonique.
Le 17 novembre 2022, il est le premier pianiste soliste de l'histoire à remplir l'Accor Arena pour un concert de piano solo joué à guichets fermés.
Fin novembre 2022, il effectue sa première tournée aux États-Unis, se produisant notamment à New-York et Los Angeles. S'ensuivront deux autres tournées en 2023 et 2024. En 2023, il remplit également de nombreuses salles en Amérique du Sud au Mexique, en Colombie, en Équateur, au Pérou...
En 2023, il sort un album commun avec le rappeur YG Pablo intitulé Diamond Tears.
Il joue son répertoire en République tchèque pour le gala privé de la Famille Royale de Bohème dans le Château de Prague leur ayant appartenu du temps de la monarchie jusqu'à Charles III, dernier roi de Bohème de 1916 à 1918.
En septembre 2023, il se produit au Mont-Saint-Michel pour célébrer les 1 000 ans du monument. Les places sont vendues en 47 secondes, avec plus de 10 000 demandes.
En octobre 2023, il se produit pour le centenaire de La Mamounia à Marrakech.
Le 20 octobre 2023, il livre son troisième album solo, NOCHE, dans lequel il collabore avec le saxophoniste Ferdi. Il enchaîne ensuite avec cinq dates consécutives à l'Olympia et une tournée des Zéniths en France, tous complets plusieurs mois à l'avance.
Le 1er décembre 2023, il collabore avec Sia sur le remix officiel de Gimme Love.
Le 16 février 2024, il sort un EP collaboratif avec le pilote automobile monégasque Charles Leclerc intitulé Dreamers,.
Le 21 juin 2024, il sort un album collaboratif avec NTO intitulé Forever Friends.
Le 26 juillet 2024, embarqué à bord d'une barge voguant sur la Seine, il se produit au piano accompagnant la chanteuse Juliette Armanet qui interprète la chanson Imagine de John Lennon, lors de la cérémonie d'ouverture des Jeux olympiques d'été de 2024,,,.
Le 18 octobre 2024, il publie une réédition de son album NOCHE deluxe, avec 5 nouveaux titres dont le single Poesìa paru le 13 septembre 2024.
Le 27 février 2025, Martine Aubry, maire de Lille, remet à Sofiane Pamart la médaille d'or de la Ville de Lille,.

## Vie privée
Il est depuis 2024 installé à Los Angeles.

## Autres activités
En février 2022, il sort sa collection de NFT 'Piano King'. Elle est valorisée en quelques jours à plusieurs millions de dollars.

## Style de musique: analyse et critiques
Sofiane Pamart reconnaît en Chopin, Ravel et Debussy des modèles pour lui en matière de musique classique pour piano. Ses compositions pour piano font entendre des sonorités présentant de possibles liens avec la musique de ces compositeurs. Le pianiste Henri Barda fait aussi partie des figures qui l'inspirent. Il estime également que ses origines nomades berbères par sa mère lui donnent un sentiment de liberté et de lien avec le voyage qui peut se retrouver dans sa musique à titre d'influence.
Son style pianistique ainsi que ses compositions reçoivent aussi des critiques négatives pour leur manque d'ambition et leur fausse virtuosité. Ainsi, le pianiste de jazz Etienne Guéreau qualifie Sofiane Pamart de "Chopin version wish, version facile" ou encore de "Richard Clayderman en mode bad boy". Le musicologue Alain Duault "ne le considère en rien comme un pianiste classique. Son objectif n'est pas d'apporter quelque chose au répertoire classique, mais de tisser un lien avec la variété ». 

## Discographie
En juillet 2024, Sofiane Pamart comptabilise plus de 500 000 albums vendus, 26 singles d’or, 5 disques d'or et 8 singles de platine et 1 disque de diamant. Il a vendu plus de 200 000 tickets de concerts à son nom.

### Collaborations
- 2015 : Tekilla (Mer2Crew) - En Roue Libre
- 2017 : Hugo TSR - Rei
- 2018 : Médine - Storyteller
- 2018 : Scylla - Le monde est à mes pieds (sur l'album Pleine Lune, Vol. I)[52]
- 2019 : Koba LaD - L'Affranchi
- 2019 : Vald - Ce monde est cruel
- 2019 : 7 Jaws - Résuicidé
- 2019 : Naar - Safar
- 2020 : Isha - La vie augmente, Vol. III
- 2020 : Dinos - 93 mesures
- 2020 : Laylow - Trinity, disque d'or et de platine[53]
- 2020 : Zola - Papillon, single d'or[54]
- 2020 : YL - Gorille
- 2020 : Marina Kaye  - The Whole 9 (Acoustic Version)
- 2020 : Demi Portion -  Mon dico, vol. 5 (sur l'album La bonne Ecole)
- 2021 : Dioscures - Ciela
- 2021 : Frenetik - Noir sur blanc
- 2021 : Bakari - Panamera
- 2021 : SCH - Parano
- 2021 : NTO - "Invisible"
- 2021 : Arno - Solo Gigolo et Quelqu’un a touché ma femme
- 2021 : Kimberose - By the sun (A colors show)[55]
- 2021 : Arno - Vivre, disque d'or
- 2021 : Da Uzi - L'impasse
- 2021 : Bon Entendeur - Alba
- 2021 : Laylow - L'Étrange histoire de Mr. Anderson, disque d'or et de platine[56]
- 2021 : Rilès - I wish I had the time
- 2021 : Gracy Hopkins - UCTL
- 2022 : Josman - Vaccin
- 2022 : B.B. Jacques - Zaandvoort Palace
- 2022 : Da Uzi - Les sœurs
- 2022 : Chilla - Sonatine
- 2023 : Josman -  Tulum, México
- 2023 : Apashe - Devil May Cry
- 2023 : Hugo TSR - Outro
- 2024 : Rim'K & Tif - Tant pis[57]
- 2024 : TRYM - Shadow Of Tears[58]
- 2024 : Oxmo Puccino - Nulle part ailleurs[59]
- 2024 : Pierre Garnier - Pas une larme[60]
- 2025 : Trinix - Oro

## Distinctions

### Honneur
- Chevalier de l'ordre des Arts et des Lettres (12 mars 2024)[61]

### Certifications
2019 :
- Or, puis  Platine en 2022, pour la composition du titre Matin (Koba LaD avec. Maes)[62]
- Or, puis  Platine en 2022, puis  Diamant en 2024 pour le titre Journal Perso, Vol. II (Vald)[62],[63],[64]

2022 :
- Or pour la composition de chacun des titres Iverson, Megatron et Une histoire étrange (Laylow)[62],[65]
- Or pour la composition du titre Parano (SCH)[66]
- Or puis  Platine en 2024 pour la composition du titre Papillon (Zola)[54]
- Or pour la composition du titre 93 Mesures (Dinos)[67]
- Or pour la composition du titre Stuntmen (Laylow, Wit., Alpha Wann)[65]
- Or, puis de  Platine en 2024, pour son album solo : Planet[68]
- Or pour la composition du titre Brûle (Josman avec Laylow)[69]

2023 : 
- Or pour son deuxième album : Letter[68]
- Or pour la composition du titre Journée (Niska avec Tiakola)[70]